# جفری فیبر
جفری فیبر (انگلیسی: Geoffrey Faber; ۲۳ اوت ۱۸۸۹ – ۳۱ مارس ۱۹۶۱) فرد تحصیل کرده، ناشر و شاعر اهل بریتانیا بود.

## زندگی‌نامه
فیبر در ۱۸۸۹ در مالورن، ووسترشر متولد شد. پدر وی فردریک ویلیام فیبر مؤسس کلیسا برامپتون اوراتوری بود. وی در مدرسه راگبی و کلیسای مسیح، دانشگاه آکسفورد تحصیل کرد.